# 서천 성북리 오층석탑
서천 성북리 오층석탑(舒川 城北里 五層石塔)은 대한민국 충청남도 서천군 비인면 성북리에 있는, 고려시대의 오층석탑이다. 1963년 1월 21일 대한민국의 보물 제224호로 지정되었다.

## 개요
방적인 특색이 강했던 고려시대의 탑으로, 옛 백제 영토에 지어진 다른 탑들처럼 부여 정림사지 오층석탑(국보 제9호)의 양식을 모방하였는데, 특히 가장 충실히 따르고 있다.
바닥돌 위에 올려진 기단(基壇)은 목조건축의 기둥과 벽과 같이 모서리에 기둥을 세우고, 그 기둥 사이를 판판한 돌을 세워 막았다. 탑신(塔身)은 몸돌을 기단에서처럼 기둥과 벽을 따로 마련하여 세워 놓았는데, 각 면의 모습이 위는 좁고 아래는 넓어 사다리꼴을 하고 있다. 몸돌 위로는 지붕돌을 얹기 전에 지붕받침을 2단 올려놓았는데 그 모습이 정림사지5층석탑을 떠올리게 한다. 1층 몸돌의 각 기둥들이 아래로는 기단을 누르고, 위로는 지붕받침을 이고 있어, 마치 신을 신고 관을 쓰고 있는 모양이다.
지붕돌은 얇고 넓으며 느린 경사를 이룬다. 경사면의 아래는 수평을 이루다가 양 끝에서 위를 받치듯 살짝 들려있다. 꼭대기에는 머리장식으로 노반(露盤:머리장식받침) 형태의 크고 작은 돌이 겹쳐 얹혀져 있고, 그 위로 네모난 돌이 놓여있다.
전체적인 세부양식이 부여 정림사지 오층석탑을 따르려 힘을 기울인 흔적은 보이나, 몸돌에 비해 지나치게 큰 지붕돌, 1층에 비해 갑자기 줄어든 2층 이상의 몸돌 등에 의해 균형이 깨지고 있다. 하지만, 백제계 석탑양식의 지방분포에 따라 그 전파 경로를 알아내는 데에 매우 중요한 위치를 차지하고 있어 가치가 있는 작품이다.

## 같이 보기
- 부여 정림사지 오층석탑

## 참고 자료
- 서천 성북리 오층석탑 - 국가유산청 국가유산포털